# Indonesische Botschaft in Berlin
Die indonesische Botschaft in Berlin ist die diplomatische Vertretung der Republik Indonesien in der Bundesrepublik Deutschland. Sie befindet sich seit 2000 im Ortsteil Moabit des Bezirks Mitte in der Lehrter Straße 16. Wie alle diplomatischen Vertretungen dient die Einrichtung vor allem der Pflege bilateraler Beziehungen sowie der Vertretung indonesischer Interessen in der Bundesrepublik.

## Geschichte

### Bundesrepublik
Am 25. Juni 1952 nahm die Bundesrepublik Deutschland diplomatische Beziehungen mit der Republik Indonesien auf. Die indonesische Regierung mietete für ihre verschiedenen Aufgabenbereiche in Deutschland ab 1953 in der damaligen Bundeshauptstadt Bonn und deren Umgebung an verschiedenen Orten passende Häuser. Im Laufe der Jahre, als die Beziehungen enger wurden, gab es mehrfach neue Standorte für die Botschaft.

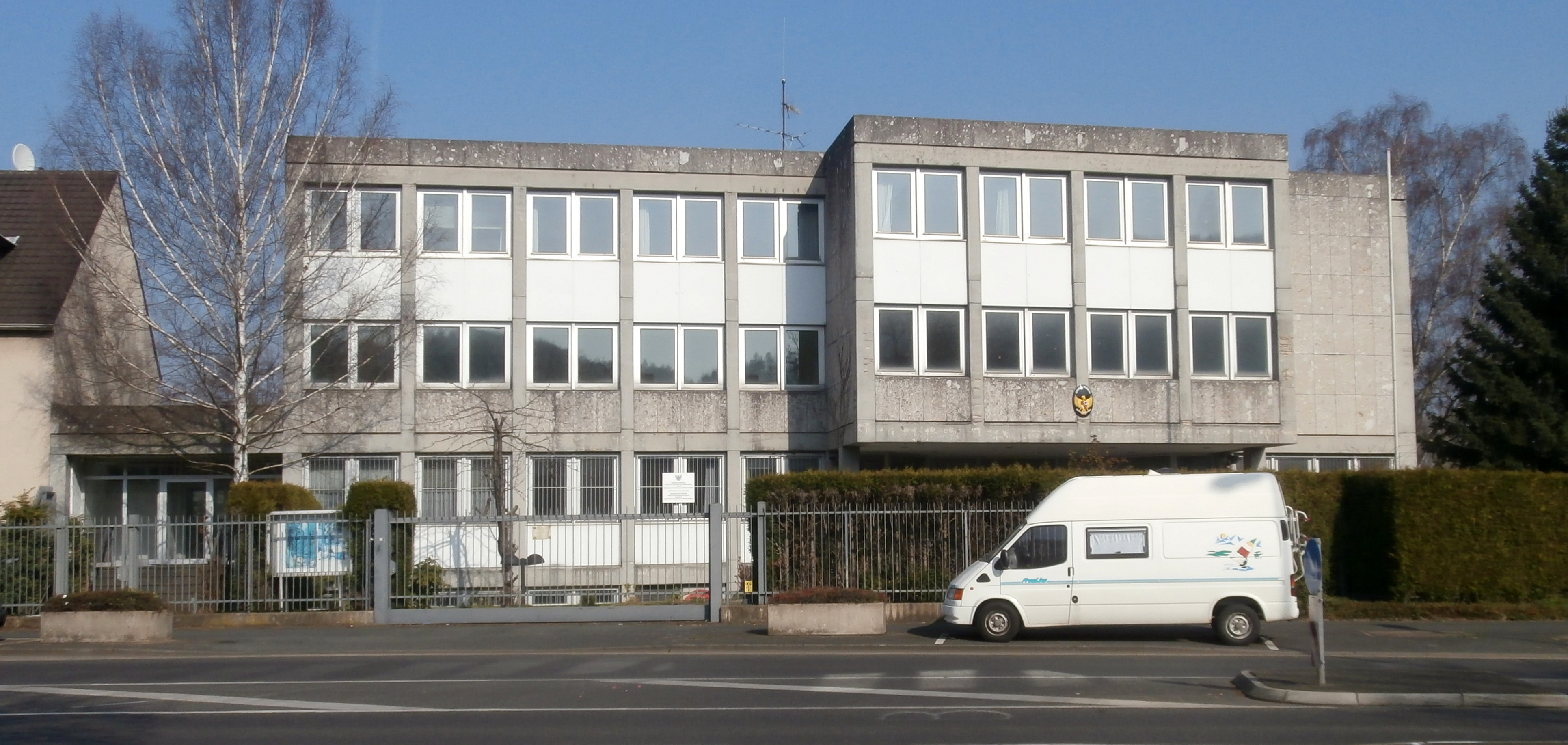
Kanzleigebäude der indonesischen Botschaft in Bad Godesberg (1980–2000)

Zuletzt (bis zum Umzug der Botschaft nach Berlin) nutzten die indonesischen Diplomaten einen von ihrer Regierung finanzierten Neubau in Bad Godesberg (siehe Bild). Das Gebäude der Botschafterresidenz im Bonner Stadtteil Mehlem war ein zweigeschossiger Bau, im Stil der Moderne nach Plänen des Architekten Dirk Denninger ausgeführt und von einem größeren Garten umgeben.

### DDR

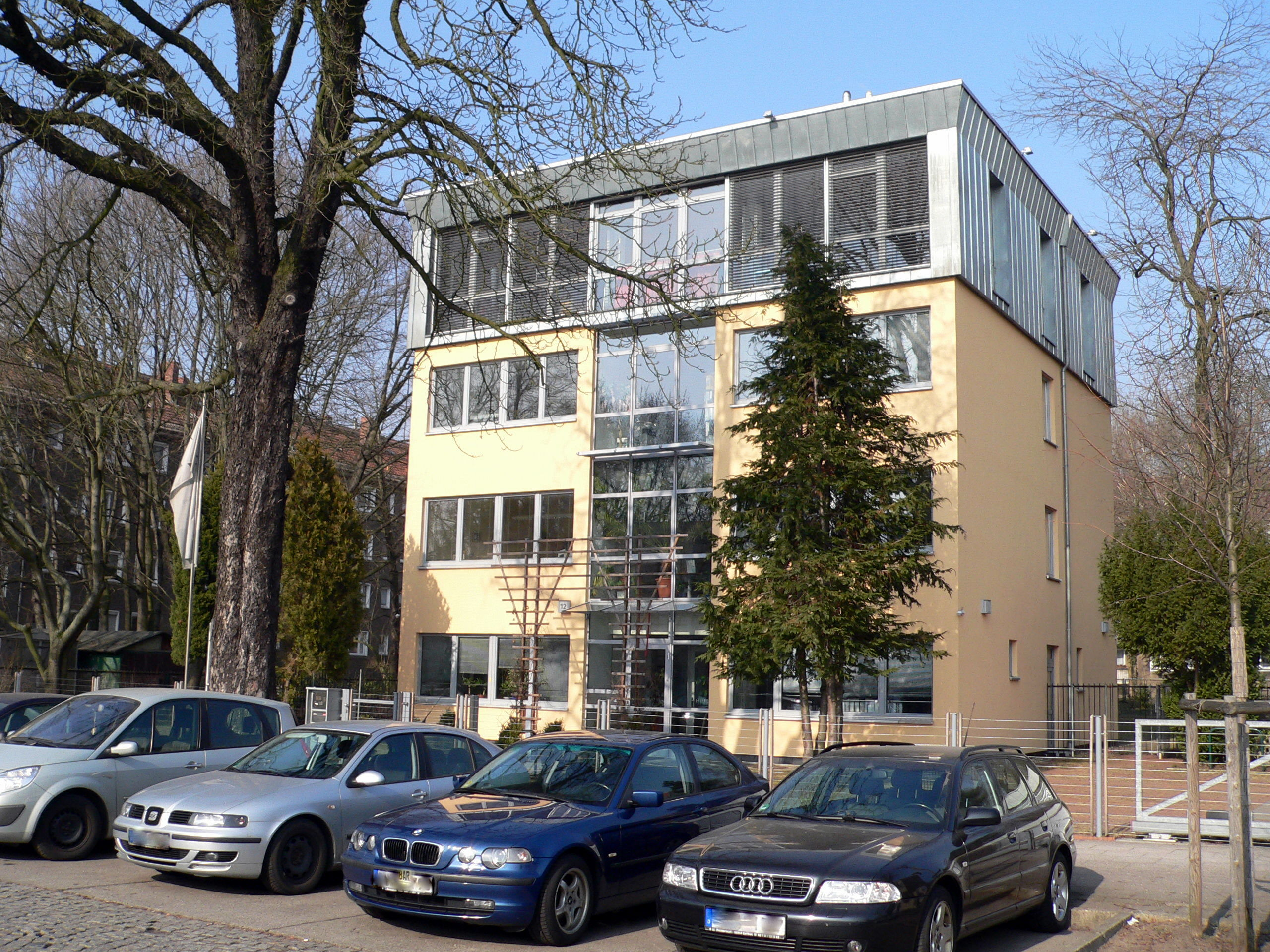
Ehemaliges Botschaftsgebäude in der Straße Esplanade

Als im Jahr 1964 die Messe in Leipzig stattfand, eröffnete der damalige Botschafter Indonesiens in der CSSR, Artnunanto, die Ausstellung über Indonesien. Er nahm im Auftrag seiner Regierung die diplomatischen Aufgaben auch außerhalb der CSSR wahr, obwohl es darüber keine offizielle Mitteilung gab.
Am 21. Dezember 1972 beschlossen die Regierungen Indonesiens und der DDR, diplomatische Beziehungen aufzunehmen. Das seit 1960 bestehende Generalkonsulat der DDR in Jakarta wurde in den Rang einer Botschaft erhoben.
In Ost-Berlin bezogen die indonesischen Vertreter ein Gebäude im Ortsteil Pankow, Esplanade 9. Das Haus war ein Ende der 1960er Jahre errichteter, relativ schmuckloser Plattenbau, der aus dem vom Baukollektiv Eckart Schmidt entwickelten Wiederverwendungsprojekt („Pankow II“ genannt) stammte. In dem damals dreietagigen würfelförmigen Bau mit auffälliger Freitreppe, breiten Fenstern, Brüstungen aus Sichtbeton, teilweise mit Spaltklinkern verkleidet, befanden sich Wohnungen und Diensträume der Mitarbeiter der Botschaft.

### Gesamtdeutschland
Am 1. Februar 2000 erfolgte der Umzug der Botschaft aus Bonn in die deutsche Hauptstadt Berlin. Das Kanzleigebäude und andere zugeordnete Einrichtungen in Bonn verblieben bis 2016 im Eigentum Indonesiens, danach wurden sie öffentlich versteigert.
Das Haus in der Esplanade wurde geräumt. Wie im Bild zu sehen, setzten die neuen Nutzer eine komplette Etage darauf, die Freitreppe wurde entfernt, und der Sichtbeton verschwand unter einer neuen Verkleidung. Auf dem Grundstück steht jetzt (Stand: 2019) ein Aldi-Markt.

## Botschaftsgebäude

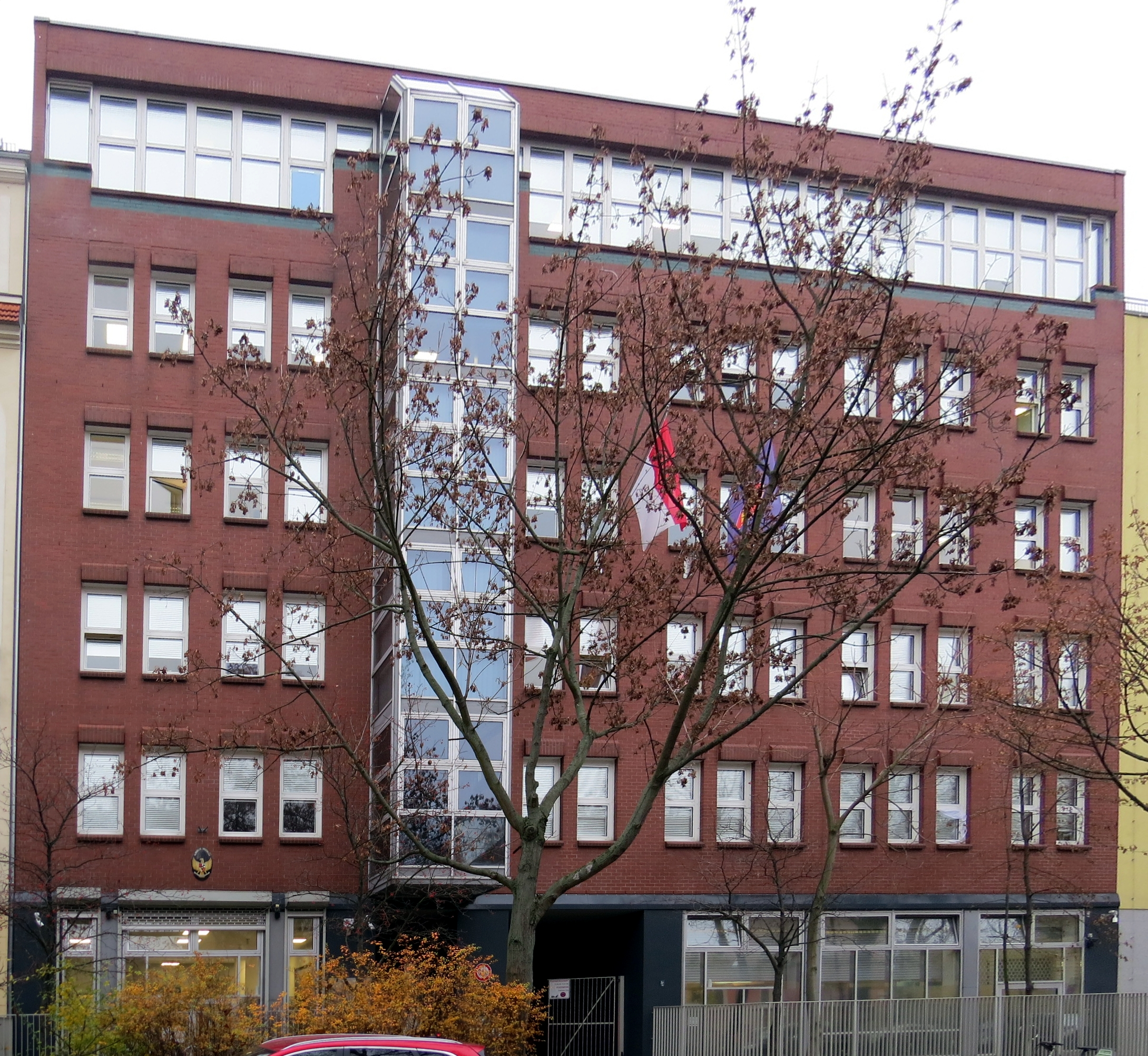
Botschaftsgebäude in der Lehrter Straße in Berlin-Moabit

Das in Berlin-Moabit genutzte Botschaftsgebäude befindet sich in einer Wohngegend in der Nähe des Berliner Hauptbahnhofs. Es wurde in den 1990er Jahren gebaut; der Architekt ist nicht bekannt. Es ist intensiv rot abgeputzt, in sechs Achsen und sechs Etagen gegliedert und besitzt einen rechteckigen Grundriss.

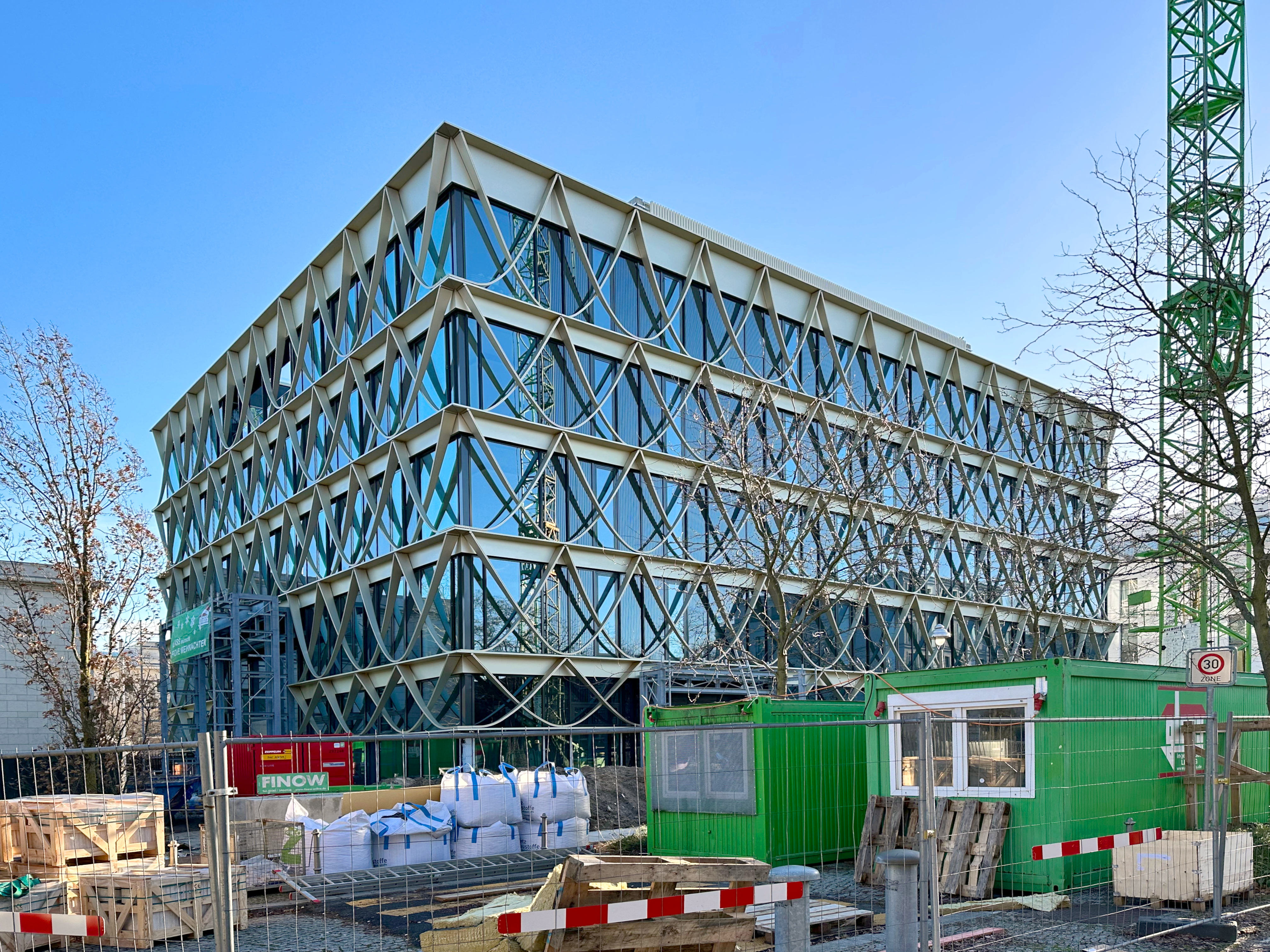
Neubau des Botschaftsgebäudes Clara-Wieck-Straße 1 in Berlin-Tiergarten

Seit 2022 entsteht ein Neubau im Botschaftsviertel an der Ecke von Tiergartenstraße und Clara-Wieck-Straße, direkt neben der japanischen Botschaft. Der Neubau wurde vom Architekturbüro Gerkan, Marg und Partner geplant. Die Fertigstellung war für 2024 vorgesehen.

## Arbeitsweise und Struktur
Der Behördenleiter wird unterstützt von einem Stellvertreter, darüber hinaus gibt es Mitarbeiter für Politik, Wirtschaft, Öffentlichkeitsarbeit, soziale und kulturelle Angelegenheiten, die Protokoll- und Konsularabteilung, Mitarbeiter für Verteidigung, Bildung und Kultur, Handel, Immigration und für die allgemeine Verwaltung.
Der Botschaft unterstellt sind Generalkonsulate in Frankfurt am Main und Hamburg sowie Honorarkonsulate in Bremen, München und Stuttgart.

## Botschafter (Auswahl)
Die indonesischen Missionschefs in Bonn, der Hauptstadt der alten Bundesrepublik, waren ab 1953 Botschafter:
- 1. Mai 1953 – 1. März 1956: Alexander Andries Maramis
- 1956–1961: Zairin Zain[12][13]
- 1961–1966: Loekman Hakim[14]
- 7. Februar 1967–1970: Alfian Yusuf Helmi
- 1970–15. Nov. 1973: Awaludin Djamin (Awaloedin Djamin) wurde anschließend Präsident der Staatspolizei[15]
- 1986: Sukardi Mewakili Pemerintah
- 1990 und 1993: Hasjim Djalal
- 19. Februar 2017–Mai 2018: Fauzi Bowo[16]
- seit 8. Mai 2018: Arif Havas Oegroseno[17][18]